# فيديو بين بول
فيديو بين بول (بالإنجليزية: Video Pinball)‏ ، هو جهاز لعبة فيديو يتبع لشركة أتاري الأمريكية، تم إنتاج جهاز لعبة فيديو بين بول عام 1978م، يعد الجيل الأول والأخير من صناعة ألعاب الفيديو.

## وصلات خارجية
- AtariAge - Video Pinball page
- AtariAge - Video Pinball instruction manual
- فيديو بين بول على موبي غيمز
- Article on Video Pinball at CriticalMess.net